# 超難解推理クイズ 頭脳警察
『超難解推理クイズ 頭脳警察』（ちょうなんかいすいりクイズ ずのうけいさつ）は、1995年1月22日と同年11月5日にTBSテレビ『THE・プレゼンター』枠で特別番組として放送された推理クイズ番組。全2回。
スタジオゲストが問題編のドラマを見て、犯人・トリックや犯行のミス等を推理したあと、解決編のドラマが放送される構成。司会（プレゼンター）は上岡龍太郎が、演出はTBSの那須田淳が担当。

## 第1弾（1995年1月22日放送）
問題作成には推理作家の徳山諄一（岡嶋二人）、我孫子武丸、柄刀一、ミステリ評論家の新保博久が参加。
第1問「殺人授賞式」
自分のトリックを盗まれた推理作家が復讐を企てた完全犯罪。しかし、そこには3つのミスが存在した。
問題VTR出演：洞口依子
第2問「密室の中の密室」
名画が盗まれた犯行現場の屋敷はそれ自体が密室の上、その中に3つの密室が作られていた。究極の密室トリック。
問題VTR出演：冨家規政
第3問「The GIDEON's Function」
2025年の東京で男が射殺された。男はサイボーグ。彼が見た最後の瞬間はビデオに記録されていた。その死のメッセージは何を意味するのか？
問題VTR出演：宇梶剛士
解答者：糸井重里、長塚京三、辰巳琢郎、千堂あきほ

## 第2弾（1995年11月5日放送）
問題作成は第1弾の徳山諄一（岡嶋二人）、新保博久、我孫子武丸に加え、ミステリ評論・研究家の濱中利信、村上貴史、橋本直樹が参加した。
ちなみに第2弾制作にあたって、ハヤカワ『ミステリマガジン』でトリック公募が行われた。その優秀作品として選ばれた作品が第1問の原案となっている。
第1問「孤独な独裁者の塔」
総会屋グループ総裁の一人娘が誘拐された。雷鳴轟く雨の中、犯人からの要求を一人待つ男が警察の監視の下、存在するはずの無い銃を持って射殺された。犯人はいかにして銃を屋上に持ち込んだのか？
第2問「匣の城 BOXES」
完全密室状態となった超高級カラオケボックスの中で、前年度カラオケチャンピオンが何者かに殺された。容疑者は大会出場者の5人。犯人特定の手がかりは3台の防犯カメラが捉えていた映像のみ。犯人が仕掛ける映像トリック。そこに隠された真実とは？
第3問「空飛ぶ死体」
事件は福島県山中のロッジで起こった。緻密な計算によって成り立った完全犯罪に、偶然が加わった鉄壁のアリバイ。そして死体瞬間移動トリックは果たして崩せるのか？
解答者：糸井重里、辰巳琢郎、斉藤慶子、飯島愛